# Villerías de Campos
Villerías de Campos ist ein nordspanisches Dorf und Hauptort einer Gemeinde (municipio) mit 76 Einwohnern (Stand: 2024) in der Provinz Palencia in der Autonomen Gemeinschaft Kastilien-León. 

## Lage und Klima
Villerías de Campos liegt in der Region Tierra de Campos auf der kastilischen Hochebene in einer Höhe von ca. 755 m. Die Provinzhauptstadt Palencia befindet sich mit ihrem Stadtzentrum etwa 25 Kilometer (Fahrtstrecke) ostnordöstlich.
Das Klima im Winter ist durchaus kalt, im Sommer dagegen warm bis heiß; die eher spärlichen Regenfälle (ca. 470 mm/Jahr) fallen überwiegend im Winterhalbjahr.

## Bevölkerungsentwicklung
| Jahr      | 1970 | 1981 | 1991 | 2001 | 2011 | 2021 |
| Einwohner | 194  | 171  | 146  | 131  | 109  | 86   |

## Sehenswürdigkeiten

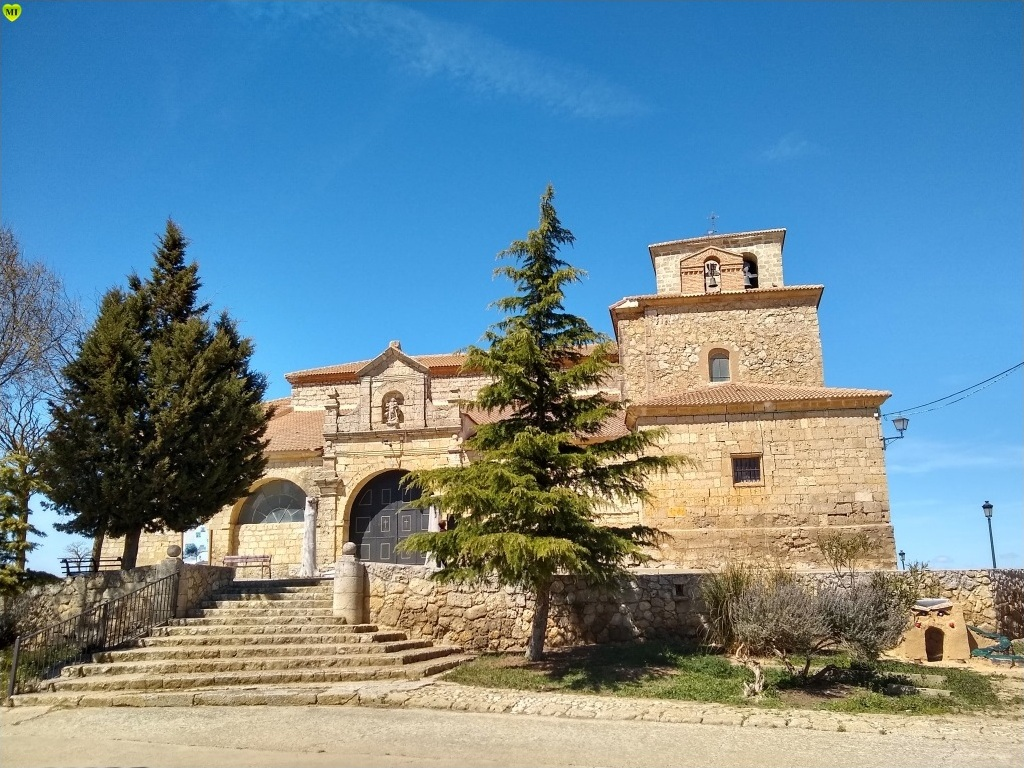
Marienkirche
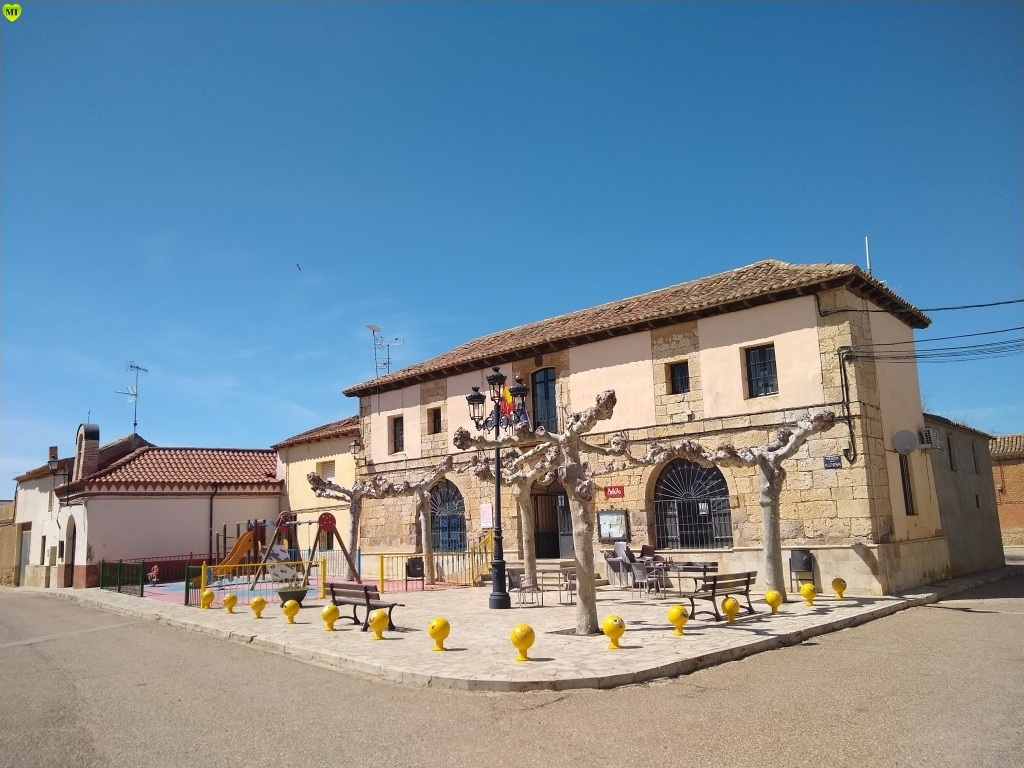
Christuskapelle

- Marienkirche
- Rathaus, links die Christuskapelle